# Scharnitz

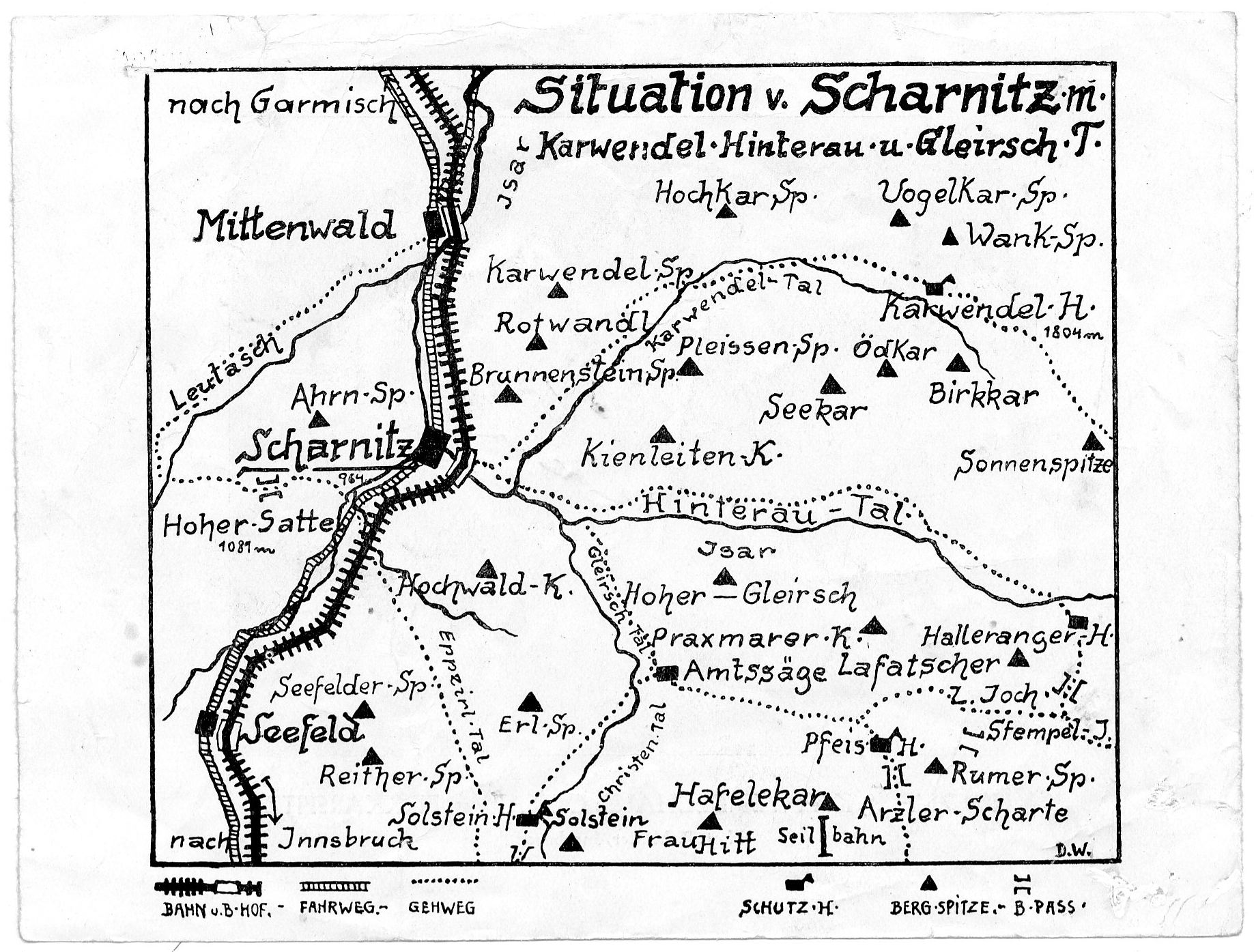
Das Gemeindegebiet von Scharnitz nach 1912

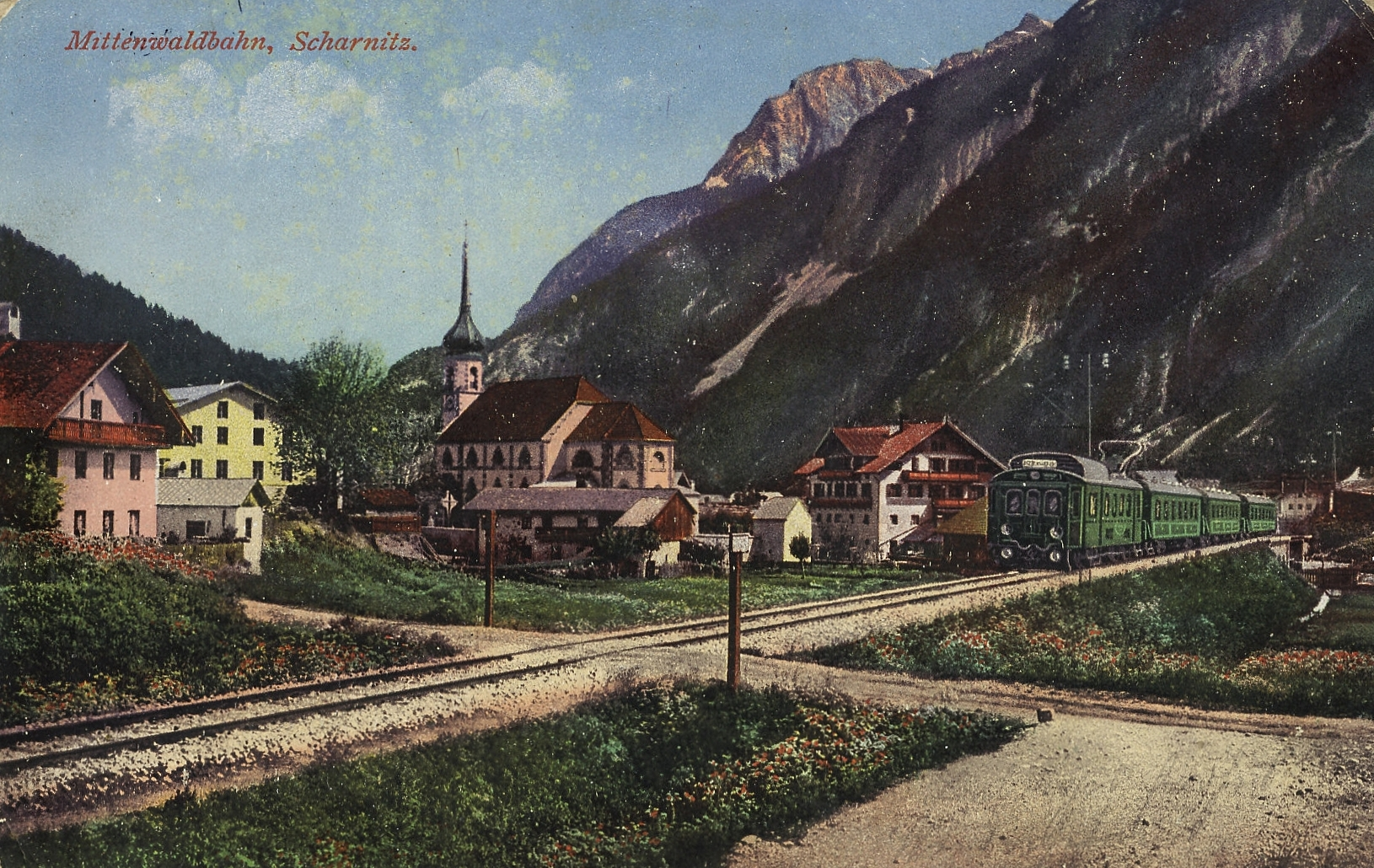
Scharnitz um 1912 mit neuer elektrischer Karwendelbahn

Scharnitz ist eine Gemeinde mit 1445 Einwohnern (Stand 1. Jänner 2024) und ein Dorf im Bezirk Innsbruck-Land des Bundeslandes Tirol (Österreich). Die Gemeinde liegt im Gerichtsbezirk Innsbruck.

## Geografie
Scharnitz liegt am Scharnitzpass an der Grenze zu Bayern, an der Verbindung von Seefeld in Tirol nach Garmisch-Partenkirchen. Der Ort liegt an der Isar einige Kilometer westlich deren Quelle, am Ende einer Talweitung, wo Karwendeltal, Hinterautal und Gleirschtal mit dem Isartal zusammentreffen. Er ist ein wichtiger Ausgangspunkt vieler Mountainbike- und Bergtouren im Karwendel.

### Gemeindegliederung
Die Gemeinde besteht zwar nur aus einer einzigen Katastralgemeinde, wird jedoch in zehn Ortsteile gegliedert:
| - Au - Eisack - Gießenbach - Inrain - Jägerviertel | - Oberdorf - Schanz - Schießstand - Siedlung - Unterdorf |

### Nachbargemeinden
In Österreich
- Absam,
- Innsbruck,
- Leutasch,
- Seefeld in Tirol,
- Thaur,
- Vomp,
- Zirl.

sowie in Deutschland
- Mittenwald

## Geschichte
In Scharnitz befand sich das römische Kastell „Scarbia“ zwischen Karwendel- und Wettersteingebirge. In frühmittelalterlichen Urkunden wird mit „Scharnitz“ ein unwirtlicher Wald zwischen Walchensee und Seefeld in Tirol bezeichnet, der erstmals im Jahr 763 als im „locum Scaraza“ errichtete, dem Bistum Freising unterstellte Klosterkirche zu St. Peter in Erscheinung tritt, die jedoch mit dem Kloster Scharnitz in Klais nördlich Mittenwald gleichgesetzt wird. Im Mittelalter war Scharnitz eine wichtige Eingangspforte nach Tirol an der Handelsroute Venedig–Augsburg.
Ursprünglich zur Grafschaft Werdenfels gehörend (die Grenze zur Grafschaft Tirol befand sich an der Burg Schlossberg nördlich von Seefeld), war es langfristig das Ziel Tirols, die Landesgrenze zum strategisch wichtigen Scharnitzpass hin zu verschieben. Einen Teilerfolg verzeichneten die Tiroler, als am 20. Oktober 1500 Kaiser Maximilian I. und Fürstbischof Philipp von Freising einen im Jahr zuvor abgeschlossenen Vertrag ratifizierten, der die Grenze Tirols bis auf einen Kilometer südlich des Ortes verlegte.
Im Jahr 1633 erhielt Tirol das Recht, zum Schutz vor den vorrückenden Schweden im Dreißigjährigen Krieg am Scharnitzpass auf Werdenfelser Gebiet die Talsperre Porta Claudia zu errichten; sie wurde nach der ehemaligen Tiroler Landesfürstin Claudia von Medici benannt. Reste davon können heute noch besichtigt werden.
Durch Vertrag vom 29. Oktober 1656 wurde dann Scharnitz und das Gebiet um die Porta Claudia gegen einen Gebietsstreifen um den Kienleitenkopf mit dem Karlingerhof (Schönwieshof östlich von Scharnitz) und Wegerecht ins Hinterautal eingetauscht. Mit dem Vertrag vom 28. Mai 1766 wurde die Zugehörigkeit von Scharnitz und der Porta Claudia zu Tirol bestätigt sowie für einen Gebietsstreifen „auf einen Musketenschuß bei allen dermaligen Fortifikationswerken heraus gegen Mittenwald“.
In Scharnitz stand 1845 die „Erste Tirolische Asphaltfabrik“. Mit diesem Asphalt wurde einst sogar die Innsbrucker Innenstadt asphaltiert.
Teile des im Karwendel zur Isar entwässernden Scharnitzer Gemeindegebietes gehören heute zur Stadt Innsbruck, die Form der Aneignung dieser Gebiete nach 1912 durch Innsbruck ist bisher ungeklärt.
In den Jahren zwischen 1934 und 1938 kam es bei Scharnitz häufig zu unbefugten Grenzübertritten illegaler Nationalsozialisten, wogegen die lokale österreichische Gendarmerie hart vorzugehen versuchte. Am 12. März 1938 kam es bei Scharnitz wie auch bei den anderen österreichischen Grenzposten zum Einmarsch deutscher Truppen, dem sogenannten „Anschluss“ Österreichs an das Deutsche Reich. In Scharnitz wurde gegen den Einmarsch der deutschen Truppen wie an den meisten Orten kein Widerstand geleistet. Jedoch wird die Stimmung von Zeitzeugen als gedrückt beschrieben. Nach dem „Anschluss“ wurden allerorts sogleich die wichtigsten Posten umbesetzt, vor allem politische Beamte und Exekutivbeamte; in Scharnitz wurde der radikale SS-Mann Adolf Neuner als Bürgermeister eingesetzt, später ersetzt durch Gregor Glas. Auch der Postenkommandant der Gendarmerie von Scharnitz, Alois Scheiber, wurde seines Postens enthoben und umgehend verhaftet.
Von Oktober 2015 bis ins Jahr 2018 wurde eine Ortsumfahrung der Seefelder Straße mit dem Porta-Claudia-Tunnel errichtet. Am 10. November 2018 wurde die Umfahrung Scharnitz feierlich eröffnet.

### Bevölkerungsentwicklung
| Scharnitz: Einwohnerzahlen von 1869 bis 2024        | Scharnitz: Einwohnerzahlen von 1869 bis 2024 | Scharnitz: Einwohnerzahlen von 1869 bis 2024 | Scharnitz: Einwohnerzahlen von 1869 bis 2024 | Scharnitz: Einwohnerzahlen von 1869 bis 2024 |
| --------------------------------------------------- | -------------------------------------------- | -------------------------------------------- | -------------------------------------------- | -------------------------------------------- |
| Jahr                                                |                                              |                                              |                                              | Einwohner                                    |
| 1869                                                | 1869                                         |                                              | 539                                          | 539                                          |
| 1880                                                | 1880                                         |                                              | 515                                          | 515                                          |
| 1890                                                | 1890                                         |                                              | 524                                          | 524                                          |
| 1900                                                | 1900                                         |                                              | 560                                          | 560                                          |
| 1910                                                | 1910                                         |                                              | 587                                          | 587                                          |
| 1923                                                | 1923                                         |                                              | 712                                          | 712                                          |
| 1934                                                | 1934                                         |                                              | 818                                          | 818                                          |
| 1939                                                | 1939                                         |                                              | 841                                          | 841                                          |
| 1951                                                | 1951                                         |                                              | 1.069                                        | 1.069                                        |
| 1961                                                | 1961                                         |                                              | 1.014                                        | 1.014                                        |
| 1971                                                | 1971                                         |                                              | 1.205                                        | 1.205                                        |
| 1981                                                | 1981                                         |                                              | 1.045                                        | 1.045                                        |
| 1991                                                | 1991                                         |                                              | 1.100                                        | 1.100                                        |
| 2001                                                | 2001                                         |                                              | 1.291                                        | 1.291                                        |
| 2011                                                | 2011                                         |                                              | 1.315                                        | 1.315                                        |
| 2021                                                | 2021                                         |                                              | 1.390                                        | 1.390                                        |
| 2024                                                | 2024                                         |                                              | 1.445                                        | 1.445                                        |
| Quelle(n): Statistik Austria, Gebietsstand 1.1.2021 |                                              |                                              |                                              |                                              |

## Kultur und Sehenswürdigkeiten

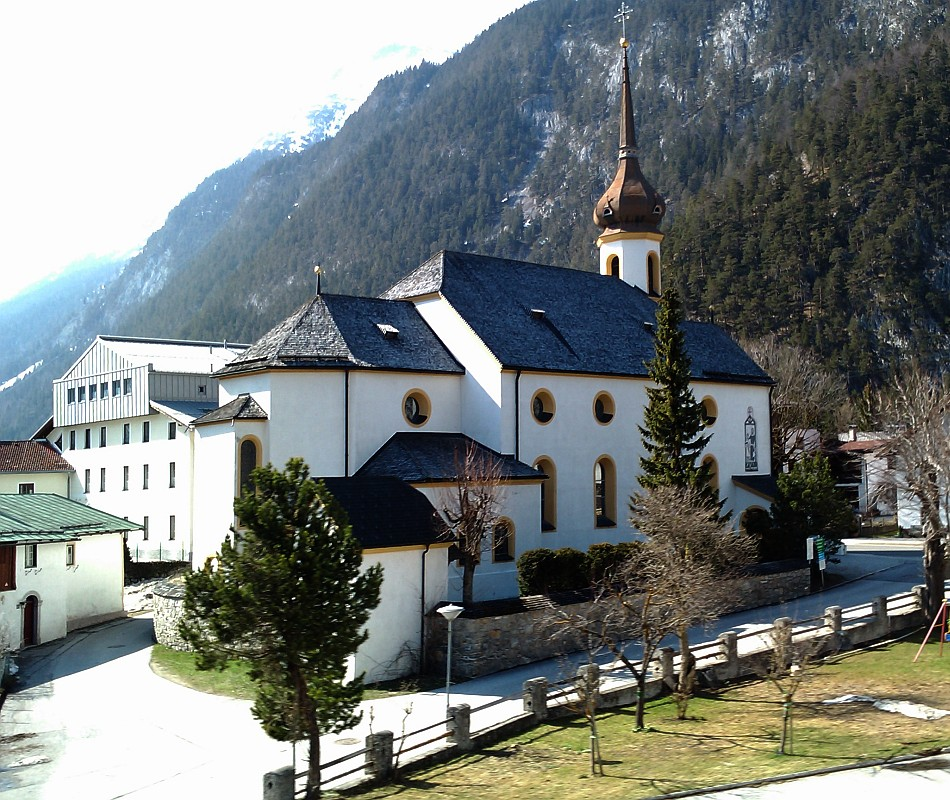
Pfarrkirche Scharnitz

- Katholische Pfarrkirche Scharnitz Mariahilf
- Naturpark-Infozentrum Scharnitz

## Wirtschaft und Infrastruktur
Scharnitz ist heute eine Tourismusgemeinde und gehört zur Tourismusregion Olympiaregion Seefeld. Als Eingangstor zum Wander- und Klettergebiet des Karwendels spielt der Sommertourismus eine große Rolle. Durch die drei großen West-Ost-Täler des Karwendel (Karwendeltal, Hinterautal, Gleirschtal) kann man mit dem Fahrrad schnell ins Zentrum des Gebirges gelangen und von dort die Karwendel-Gipfel besteigen.
Scharnitz liegt an der Mittenwaldbahn (Innsbruck–München) und ist Endbahnhof der S-Bahn-Linie  aus Innsbruck.
Per PKW kann man Scharnitz aus Innsbruck über die Seefelder Straße (B 177) erreichen, die auf deutscher Seite als Bundesstraße 2 weiterläuft.
Durch Scharnitz führt der Isar-Radweg, ein internationaler Fernradweg.

## Politik

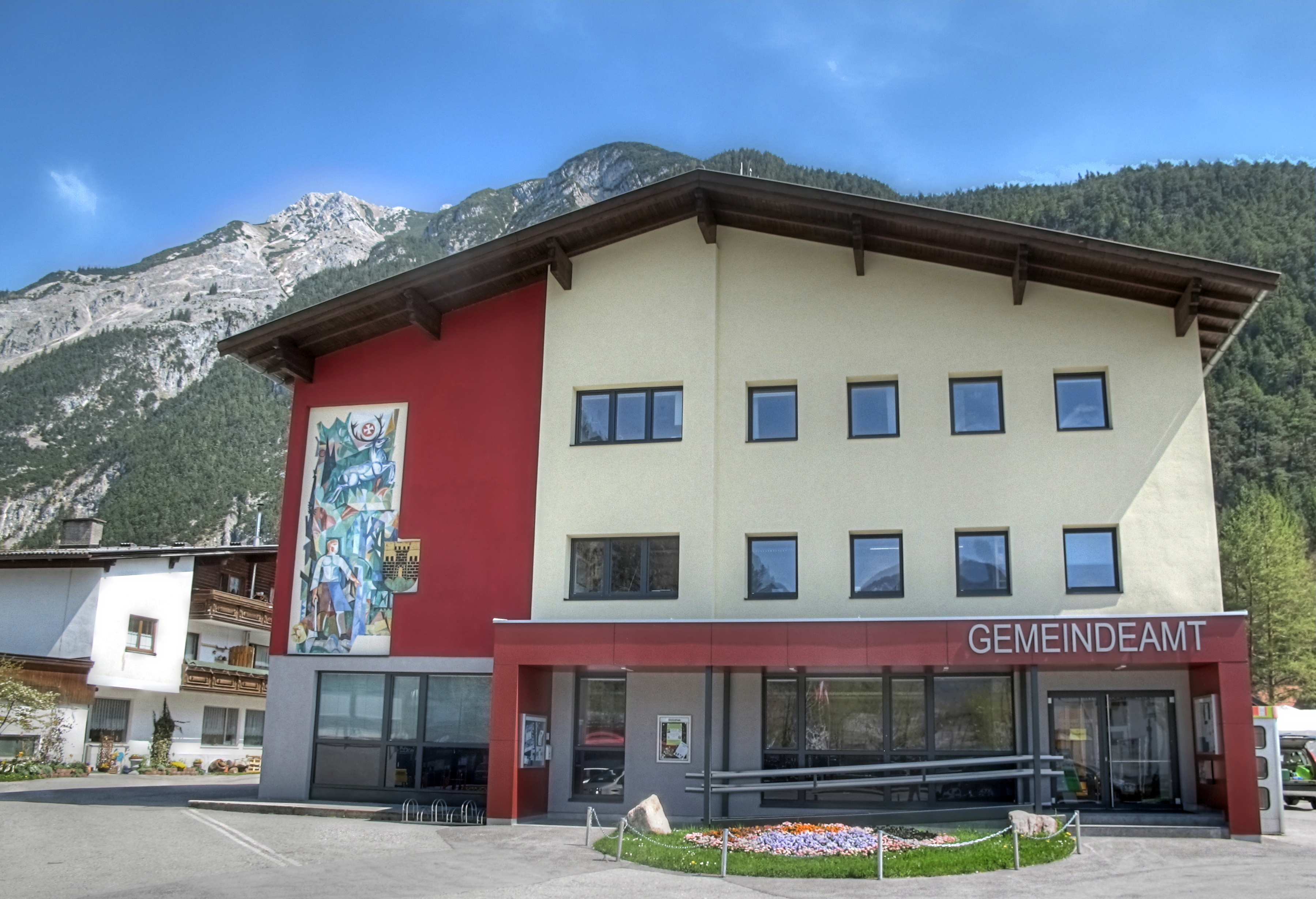
Gemeindeamt (Rathaus)

Der Gemeinderat von Scharnitz umfasst 13 Mitglieder: Bürgermeister, Vizebürgermeister, drei Gemeindevorstände inklusive Bürgermeister und Vizebürgermeister sowie zehn Gemeinderäte. Der Gemeindevorstand ist dabei das Äquivalent eines Stadtrats. In Scharnitz treten politische Parteien bei Gemeinderatswahlen kaum auf, zuletzt bis 1992 die SPÖ, parteinahe Gruppen kandidieren auf Namenslisten.
Seit 1989 dominierte in Scharnitz die „Scharnitzer Bürgerliste“ (SBL) von Alt-Bürgermeister Hubert Heiss. Zweitstärkste Fraktion wurde nach den aktuellen Wahlen im März 2010 die Liste „Bürger für Scharnitz“ (ehemals Bürgerforum Scharnitz) (BFS). Die Fraktion „Bürgerforum Scharnitz“ (BFS), eine parteiunabhängige Gruppe, die 1992 ursprünglich von den Bewohnern des Ortsteiles Gießenbach gegründet wurde (Spitzenkandidat war Johann Hofmann), erfuhr durch das Engagement ihres Listenmitgliedes Isabella Blaha 1998 eine Erweiterung und Umstrukturierung und gewann damit Listenkandidaten aus dem gesamten Dorf. Seit 1992 steigerte das BFS bei jeder Wahl seinen Stimmenanteil und erreichte schließlich zwei Mandate.
Ab 2004 stellte das BFS mit seiner Spitzenkandidatin Isabella Blaha die Vizebürgermeisterin. Ebenfalls 2004 wird die von Dr. Reinhold Wöll gegründete „Dorfliste“ (DL) unter dem Seefelder Hauptschuldirektor und VP-Ortsparteiobmann Thomas Grössl, MAS erstmals stimmenstärkste Fraktion, errang jedoch gleich viele Mandate wie die Bürgerliste. Ebenfalls im Spektrum der Gemeinderatslisten findet sich die Frauen- und Familienliste, die erstmals 1998 kandidierte und mit zwei Mandatarinnen als reine Frauenfraktion in den Gemeinderat einzog. 2004 wurde die Liste halbiert, 2010 zog sie sich wieder aus der politischen Landschaft zurück und kandidierte nicht mehr.
Listen, die es seit 1998 nicht mehr gibt, sind die „Mitte Scharnitz“ (1992 bis 1998 mit zwei Mandaten vertreten) und die SPÖ Scharnitz. Am 4. April 2006 trat Bürgermeister Hubert Heiss nach 18 Jahren im Amt aus gesundheitlichen Gründen zurück. Daraufhin musste eine Zwischenwahl abgehalten werden. Es gab zwei Bürgermeisterkandidaten. Aus der Fraktion von Bürgermeister Hubert Heiss der SBL den Quereinsteiger Walter Lechthaler und die Listenführerin des BFS und Vizebürgermeisterin Isabella Blaha, wobei Isabella Blaha mit nur 2 Stimmen unterlag und Walter Lechthaler neuer Bürgermeister wurde.
Die allgemeinen Tiroler Gemeinderats- und Bürgermeisterwahlen im März 2010 veränderten die Fraktionslandschaft in Scharnitz gravierend. Die Liste BFS mit Isabella Blaha erreichte gleich viel Mandate wie die ehemalige Bürgermeisterliste SBL (jeweils 4 Mandate). Isabella Blaha wurde zur Bürgermeisterin gewählt. Die „Dorfliste“ (DL) erhielt nur noch drei Mandate und stellte mit ihrem Listenführer Bernhard Vonmetz den Vizebürgermeister. Als vierte Fraktion zog die von Ernst Reinpold neu gegründete junge Liste „AUF Scharnitz – Die junge Liste“ (AUF) mit zwei Mandaten in den Gemeinderat ein.
Bei der Wahl 2016 gingen 7 Mandate an „Bürger für Scharnitz“ und je 3 Mandate an „Scharnitz miteinander“ und „Scharnitz 2016“.
Die Gemeinderatswahl 2022 brachte folgendes Ergebnis:
- 6 Mandate: Gemeinsam für Scharnitz (GFS)
- 5 Mandate: Für Scharnitz (FS)
- 2 Mandate: Scharnitz miteinander (S MI)

### Wappen
Das Scharnitzer Wappen stellt die Porta Claudia als Befestigungsanlage während des Dreißigjährigen Krieges und Eingang nach Tirol dar.
Die Farben der Gemeinde sind Schwarz-Gelb.

### Flagge
Die Flagge der Gemeinde ist schwarz-gelb (1:1) gestreift und mittig mit dem Gemeindewappen belegt.

### Gemeindepartnerschaften
Es besteht seit 2009 eine Partnerschaft mit Plattling im Regierungsbezirk Niederbayern. In Plattling mündet die Isar in die Donau, während sie in Scharnitz entspringt. Die grüne Isar ist also das verknüpfende Band dieser Partnerschaft.

## Persönlichkeiten
- Alois Scheiber (1898–1988), Gendarmerie-Postenkommandant 1934–1938 und Widerstandskämpfer gegen den Nationalsozialismus.
- Hubert Hammerschmidt (1914–1994), Skirennläufer, -langläufer, Nordisch Kombinierer
- Toni Gaugg (ca. 1919–2007), alias Pleisen Toni, Höhlenforscher, Hütten- und Wegebauer
- Heinz Zak (* 1958), Kletterer, Fotograf und Slackliner
- Natalie Klotz (* 1997), Eiskunstläuferin
- Riccardo Klotz (* 1999), Stabhochspringer